# 멜레케오크주

멜레케오크주 기

멜레케오크주(영어: Melekeok)는 팔라우의 주로, 바벨다오브섬 동해안에 위치한다. 주도는 멜레케오크(팔라우의 수도)이며 면적은 28km2, 인구는 277명(2015년 기준)이다. 2006년 새로이 팔라우의 수도가 된 응게룰무드도 멜레케오크주에 속한다.